# Za danas tolico
Za danas tolikko (За данас толико) és una pel·lícula dramàtica sèrbia del 2024. La pel·lícula es va estrenar el mateix any a la 52a FEST, on va guanyar el Premi Politika Premi Milutin Čolić a la millor pel·lícula sèrbia i a la millor actriu. La pel·lícula va començar a la seva distribució a les sales el 28 de març de 2024.

## Argument
Vasa torna a casa per completar la formació de Šarenci: hi ha el germà Moca amb la seva filla Marta, la germana Višnja i la gossa Kulisa. Feia molt de temps que no es reuneixen, així que s'han trobat a faltar i estan posant totes les seves altres obligacions en segona prioritat.
No obstant això, la seva professora d'actuació, Kika, que els va criar, des de la Vasa fins a la Marta, mor de sobte.

## Repartiment
- Filip Đurić -  Moca
- Ivana Vuković - Višnja
- Nikola Rakočević - Vasa
- Goran Bogdan - Dusko
- Miona Pejkovic - Marta
- Milica Jovovic
- Dimitrije Dinić
- Djordje Djokovic
- Daria Vulić

## Premis
Va participar a la secció oficial de la XXXIX edició de la Mostra de València, on va guanyar el premi a la millor interpretació masculina.